# Duesenberg Guitars

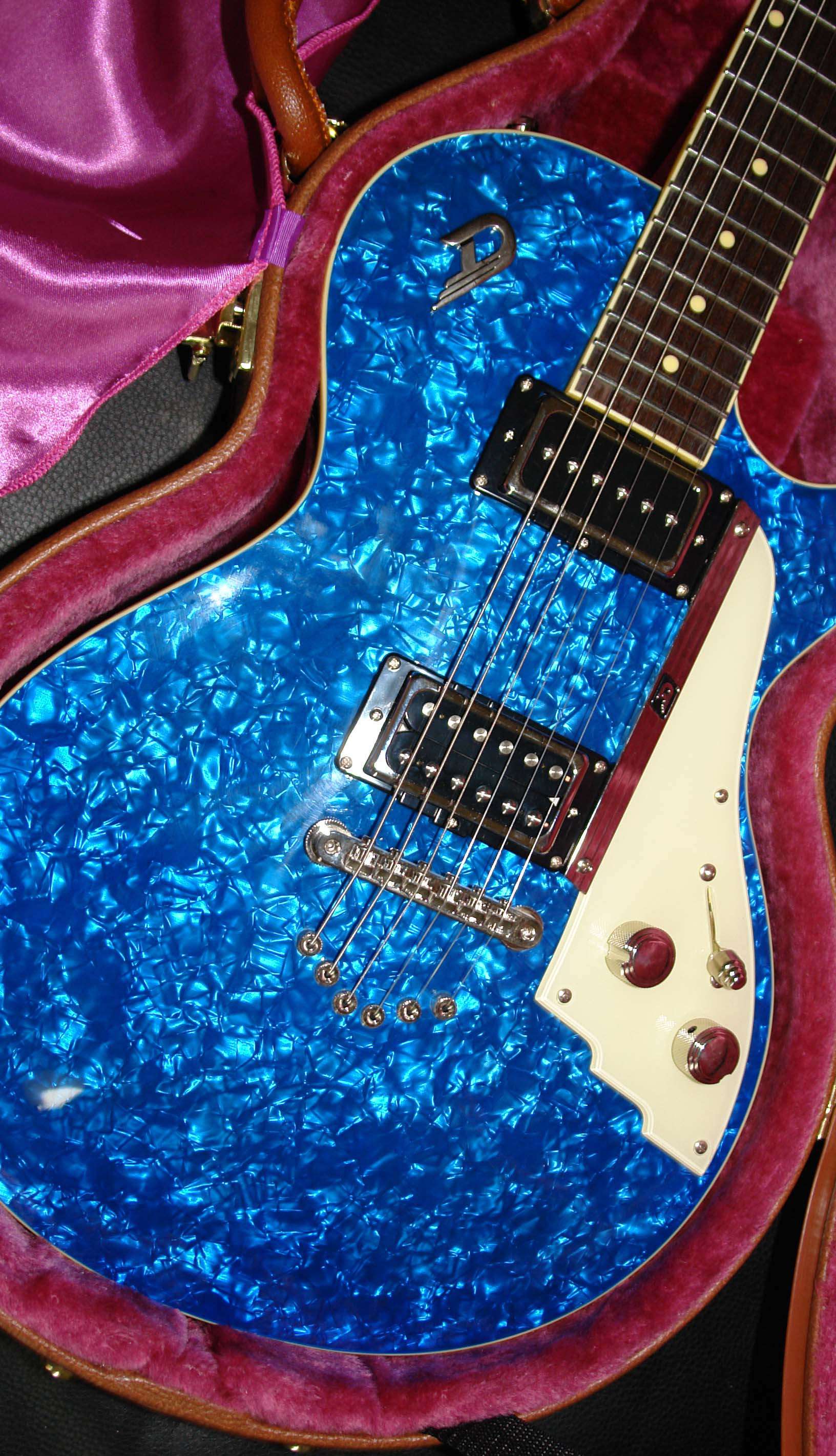
49er

Duesenberg Guitars är ett tyskt företag som sedan 1986 tillverkar elgitarrer och elbasar med en utpräglad Art Deco-design.